# Degitu Azimeraw
Degitu Azimeraw, née le 24 janvier 1999, est une athlète éthiopienne.

## Carrière
Elle est médaillée d'argent du semi-marathon aux  Jeux africains de 2019. La même année, elle remporte le Marathon d'Amsterdam

## Palmarès
| Date | Compétition                             | Lieu      | Résultat | Épreuve           | Temps           |
| ---- | --------------------------------------- | --------- | -------- | ----------------- | --------------- |
| 2019 | Jeux africains                          | Rabat     | 2e       | Semi-marathon     | 1 h 10 min 31 s |
| 2019 | Marathon d'Amsterdam                    | Amsterdam | 1er      | Marathon          | 2 h 19 min 26 s |
| 2021 | Marathon de Londres                     | Londres   | 2e       | Marathon          | 2 h 17 min 58 s |
| 2024 | Championnats d'Afrique de cross-country | Hammamet  | 3e       | Cross 10 km       | 33 min 04 s     |
| 2024 | Championnats d'Afrique de cross-country | Hammamet  | 2e       | Cross par équipes | 25 pts          |
| 2024 | Marathon de Barcelone                   | Barcelone | 1re      | Marathon          | 2 h 19 min 52 s |
| 2024 | Marathon de Chicago                     | Chicago   | 6e       | Marathon          | 2 h 20 min 52 s |